# 1804
Промислова революція •  Російська імперія • Наполеонівські війни

## Геополітична ситуація
Імператор Російської імперії — Олександр I (до 1825). Україну розділено між двома державами. Королівство Галичини та Володимирії належить Австрії. Правобережжя, Лівобережжя та Крим належать Російській імперії. Задунайська Січ існує під протекторатом Османської імперії.
В Османській імперії править султан Селім III (до 1807). Під владою османів перебувають Близький Схід та Єгипет, Середземноморське узбережжя Північної Африки, частина Закавказзя, значні території в Європі: Греція, Болгарія і Сербія. Васалами османів є Волощина та Молдова.
Священна Римська імперія доживає останні роки. На її місці проголошено Австрійську імперію, яку очолює Франц II (до 1835). Вона охоплює, крім власне австрійських земель, Угорщину з Хорватією, Трансильванію, Богемію. Король Пруссії — Фрідріх-Вільгельм III (до 1840).
Перша французька республіка змінилася імперією, яку очолив Наполеон Бонапарт (до 1814). Франція має колонії в Америці та Індії. Король Іспанії — Карл IV (до 1808). Королівству Іспанія належать південь Італії, Нова Іспанія, Нова Гранада, Віцекоролівство Перу, Внутрішні провінції та Віцекоролівство Ріо-де-ла-Плата в Америці, Філіппіни. У Португалії королює Марія I (до 1816). Португалія має володіння в Бразилії, в Африці, в Індії, в Індійському океані й Індонезії. На троні Великої Британії сидить Георг III (до 1820). Британія має колонії в Північній Америці, на Карибах та в Індії.
Сполучені Штати Америки займають територію частини колишніх британських колоній та купленої у Франції Луїзіани. Посаду президента США обіймає Томас Джефферсон. Територія на півночі північноамериканського континенту належить Великій Британії, вона розділена на Нижню Канаду та Верхню Канаду, територія на півдні та заході континенту належить Іспанії. В Карибському басейні оголосила незалежність від Франції Гаїті, спочатку республіка, а під кінець року — імперія.
У нижніх землях встановилася Батавська республіка. Вона має колонії в Америці, Індонезії та на Формозі. Король Данії та Норвегії — Кристіан VII (до 1808), на шведському троні сидить Густав IV Адольф (до 1837). На Апеннінському півострові існують маріонеткові Лігурійська, Італійська республіки, що перебувають під протекторатом Франції, Папська держава. У Швейцарії відновилася конфедерація.
В Ірані при владі Каджари. Імперія Маратха контролює значну частину Індостану. Зростає могутність Британської Ост-Індійської компанії. У Пенджабі виникла Сикхська держава. У Бірмі править династія Конбаун, у В'єтнамі — династія Нгуєн. У Китаї володарює Династія Цін. В Японії триває період Едо.

## Події

### В Україні
- Засновано Харківський університет.
- У Катеринославі відкрилася семінарія.

### У світі
- 1 січня Гаїті проголосило незалежність й стало першою чорною республікою. Це єдиний випадок в історії успішного повстання рабів.
- 4 лютого засновано африканську державу Сокото.
- У лютому почалося Перше сербське повстання.
- З лютого по квітень на Гаїті тривала кампанія з винищення білого населення.
- 4—5 березня в Новому Південному Уельсі відбулося повстання засуджених.
- 10 березня у Сент-Луїсі відбулася офіційна церемонія передачі Луїзіани Сполученим Штатам.
- 21 березня у Франції затверджено Кодекс Наполеона — цивільне право країни.
- 26 квітня Генрі Аддінгтон подав у відставку з посади прем'єр-міністра Великої Британії. 10 червня Вільям Пітт молодший розпочав другий термін на цій посаді.
- 18 травня Сенат Франції проголосив Наполеона Бонапарта імператором французів.
- 21 травня в Парижі відкрився цвинтар Пер-Лашез.
- 10 червня Персія оголосила війну Російській імперії. Почалася Російсько-перська війна (1804—1813).
- 11 липня Аарон Берр смертельно поранив на дуелі Александра Гамільтона.
- 11 серпня імператор Священної Римської імперії Франц II проголосив себе імператором Австрії, що означало заснування Австрійської імперії.
- 22 вересня Гаїті стало імперією — Жан-Жак Дессалін проголосив себе імператором.
- 2 грудня Наполеон Бонапарт коронувався у Парижі як Імператор французів Наполеон I. Перша французька республіка припинила існування.
- 3 грудня Томас Джефферсон переміг Чарлза Котсворта Пінкні в президентських виборах у США.
- 12 грудня Іспанія оголосила війну Великій Британії.
- Скінчилося Повстання секти Білого лотоса.
- Верхня Каліфорнія виділилася в нову колонію в Новій Іспанії.
- У Великій Британії збудовано Рочдейлський канал
- Населення Землі досягло одного мільярда.

### Наука
- Карл Людвіг Гардінг відкрив астероїд Юнона.
- Почалася експедиція Льюїса і Кларка уверх по річці Міссурі з метою дослідження територій, куплених у Франції.
- Німецький хімік Фрідріх Сертюрнер виділив морфін.
- Александер фон Гумбольдт відкрив, що магнітне поле Землі біля екватора слабше, ніж біля полюсів.
- У Британії почалося використання шрапнелі.
- Медаль Коплі отримав хімік Смітсон Теннант.

### Культура
- Відбулася прем'єра п'єси Фрідріха Шиллера «Вільгельм Телль».
- Вільям Блейк опублікував поему «Єрусалим».
- У Великій Британії засновано Королівське садівниче товариство.
- Людвіг ван Бетховен написав оперу «Фіделіо».

## Народились
Див. також Категорія:Народились 1804
- 7 лютого — Маркевич Микола Андрійович, український історик, етнограф, письменник, фольклорист (пом. 1860).
- 1 червня — Глінка Михайло Іванович, російський композитор.
- 1 липня — Жорж Санд (Аврора Дюпен), французька письменниця.
- 28 липня — Людвіг Фоєрбах, німецький філософ.
- 3 вересня — Михайло Максимович, вчений, історик, фольклорист, філолог, етнограф.

## Померли
Див. також Категорія:Померли 1804
- 12 липня — Александер Гамілтон, один з батьків-засновників США, перший секретар казначейства США.
- 13 вересня — Щедрін Семен Федорович, російський художник.
- 1 листопада — Йоганн Фрідріх Ґмелін, німецький натураліст, ботанік і ентомолог.